# 萬能科技大學
萬能學校財團法人萬能科技大學，簡稱萬能科大，是一所位於台灣桃園市中壢區的私立科技大學，前身為萬能工業專科學校，總計有三個學院（航空暨工程學院、觀光餐旅暨管理學院、設計學院）包含六個研究所及17個系。目前全校學生人數7,148人。

## 沿革

### 萬能工業技藝專科學校時期
1972年3月27日獲教育部核准立案，成立「私立萬能工業技藝專科學校」（設紡織技術、塑膠加工、工業電子、營建技術等四科，並定3月27日為校慶紀念日）。

### 私立萬能工業專科學校時期
1973年改名為「私立萬能工業專科學校」（科名更改為紡織工程科、化學工程科、電子工程科、土木工程科。增設工業管理科）。
1982年設立夜間部，設工業工程與管理科。

### 私立萬能工商專科學校時期
1989年設立國際貿易科，更改校名為「私立萬能工商專科學校」。

### 萬能技術學院時期
1999年改制「萬能技術學院」，日間部增設化學工程、環境工程、工業管理、資訊管理等四個技術系，夜間部更名為進修部，並增設環工、工管、資管等3個技術系。進修部補習學校更名為「專科進修學校」，並增設「在職專班」。
2000年成立通識教育中心，日間部增設紡科、商設、電子、土木、國貿、企管等六個技術系，進修部成立紡科、化工、電子等三個技術系、招收二技部。
2001年成立資訊工程系及財務金融系，招收四技部學生，成立妝管科，招收二專部學生。進修部成立土木、國貿、企管等三個技術系。
2002年增設經營管理研究所。
2003年8月設光電工程系、生物技術系、運動健康與休閒系及美容系。另成立高分子材料、綠色環境、製商整合及電腦通訊等四個研發中心。

### 萬能科技大學時期
2004年2月1日教育部核定改名為「萬能科技大學」，設有工程、管理、電子資訊、民生四個學院，同年8月增設工程科技研究所。
2007年8月增設材料科技研究所、資訊管理與數位商業研究所。
2008年資訊管理與數位商業研究所更名資訊管理系所。
2009年增設餐飲管理系。
2010年增設影像顯示技術研究所；管理與資訊系新設工業管理組與資訊商務組、化妝品應用與管理系新設化妝品應用組與美容造型組。材料科技研究所更名材料科學與工程系所。民生學院更名觀光與設計學院。
2011年8月國際企業系更名行銷與流通管理系。
2011年10月更名為萬能學校財團法人萬能科技大學
2012年化妝品應用與管理系新增美髮造型組。觀光與休閒事業管理系新增休閒管理組與觀光管理組之分組。增設旅館管理系、環境工程系碩士班。管理與資訊系改名工業管理系；原管理與資訊系工業管理組改名工業管理系經營管理組、管理與資訊系資訊商務組改名工業管理系資訊應用組。影像顯示技術研究所改名電資研究所碩士班。工程科技研究所改名營建科技系碩士班。化妝品應用與管理系碩士班獲准籌設。
2013年工程學院與電子資訊學院合併為工程與電資學院。增設化妝品應用與管理系碩士班；增設商品設計系、美髮造型設計系、航空暨運輸服務管理系、數位多媒體系。化妝品應用與管理系取消美髮造型組；環境工程系取消綠色產業科技組與新興能源與資源管理組之分組。營建科技系不動產經營管理組改名營建科技系不動產與室內設計組；營建科技系營建管理組改名營建科技系營建與物業管理組。資訊管理系增設電子商務組、多媒體設計組之分組。觀光與設計學院分拆為觀光學院、設計學院。未幾，觀光學院改名觀光餐旅學院。財務金融系改名理財經營管理系。
2014年增設航空光機電系。工業管理系分設資訊應用組、精密設計製造組之分組。營建科技系取消營建與物業管理組，增設營建與創意空間組。停招材料應用科技研究所。經營管理研究所分設經營管理組、觀休餐旅組。觀光餐旅學院與管理學院合併為觀光餐旅暨管理學院。
2016年增設演藝與時尚事業學士學位學程、航空與流通管理系。工程與電資學院改名航空暨工程學院。工業管理系自觀光餐旅暨管理學院改隸航空暨工程學院。
2017年工業管理系改設航空精密設計製造組、經營管理組之分組；航空光機電系分設航空電子組、航空機械組之分組；資訊工程系分設物聯網應用組、資訊應用組之分組；營建科技系分設室內設計與管理組、營建與空間設計組之分組；環境工程系改設生態與環境資源管理組、環保產業技術組之分組。化妝品應用系取消化妝品應用組、美容造型組之分組；商業設計系取消商業設計組、數位媒體設計組之分組。美髮造型設計系改名時尚造型設計系。
2018年停招商品設計系、化妝品應用與管理系四技在職專班、演藝與時尚事業學士學位學程。增設工業管理系四技進修部。
2019年增設時尚造型設計科進修專校、車輛工程系四技日間部，停招美容美髮設計科進修專校、數位多媒體系四技日間部。

## 校訓
- 精 - 探工商的知識，貴求在精。「大學之道，在明明德，在止於至善。」精益求精才可以止於至善之境，我們要求最高精密度，大膽假設，小心求證，一定要做到無缺點的計劃實踐。所以校訓以「精」為先。
- 勤 - 古人說：「業精於勤，而荒於嬉。」又說：「勤有功，嬉無益。」我們無論在校間讀書，校外做事，都要分秒必爭，勤修敏習，把握有用的一刻。
- 公 - 公就是大公無私，我們要負起時代的任務，必須要發揚天下 為公的精神，犧牲小我，完成大我。
- 正 - 正就是做人處事之道要堂堂正正，光明磊落，不偏不倚，俯仰無愧。

## 歷任校長
| 任別   | 姓名        | 起始日期     | 卸任日期     |
| ------ | ----------- | ------------ | ------------ |
| 首任   | 秦大鈞 先生 | 61年4月20日  | 63年4月1日   |
| 第二任 | 郁漢良 先生 | 63年4月1日   | 66年3月1日   |
| 第三任 | 劉戊亮 先生 | 66年3月1日   | 72年8月1日   |
| 第四任 | 莊 晉 先生  | 72年8月1日   | 90年11月2日  |
| 第五任 | 王純粹 先生 | 90年11月21日 | 93年11月21日 |
| 第六任 | 徐新興 先生 | 93年11月21日 | 95年1月10日  |
| 代 理  | 莊 暢 先生  | 95年1月10日  | 95年8月1日   |
| 第七任 | 莊 暢 先生  | 95年11月21日 | 迄今         |

## 學院系所
| 航空暨工程學院 | 環境工程系暨碩士班 生態與環境資源管理組 環保產業技術組 | 營建科技系暨碩士班 室內設計與管理組 營建與空間設計組 |
| 航空暨工程學院 | 資訊工程系 遊戲設計與競技組                            | 航空光機電系 航空科技組 航空機械組                   |
| 航空暨工程學院 | 工業管理系 航空精密機械組                              | 車輛工程系                                           |
| 航空暨工程學院 | 電資研究所                                             |                                                      |

| 觀光餐旅暨管理學院 | 觀光與休閒事業管理系              | 餐飲管理系                           |
| 觀光餐旅暨管理學院 | 旅館管理系                        | 航空暨運輸服務管理系 國際服務組      |
| 觀光餐旅暨管理學院 | 行銷與流通管理系 航空暨運籌管理組 | 企業管理系 餐旅微型創業管理組        |
| 觀光餐旅暨管理學院 | 資訊管理系暨碩士班                | 經營管理研究所 經營管理組 觀休餐旅組 |

| 設計學院 | 商品設計系 | 化妝品應用與管理系暨碩士班                   |
| 設計學院 | 商業設計系 | 時尚造型設計系 時尚造型設計組 時尚表演藝術組 |

## 研究中心
| 研究中心 | 航空科技中心 （页面存档备份，存于）             | 綠色環境研發中心 （页面存档备份，存于） |
| 研究中心 | 觀光餐旅研發中心 （页面存档备份，存于）         | 創新管理研發中心 （页面存档备份，存于） |
| 研究中心 | 生活應用創意設計研發中心 （页面存档备份，存于） |                                         |

## 姊妹學校
- 美国
  - 西北理工大學 (Northwestern Polytechnic University)
  - 橋港大學 (University of Bridgeport)
  - 馬里蘭藝術學院 (Maryland Institute College of Art)
  - 夏威夷太平洋大學 (Hawaii Pacific University)
  - 德拉維爾大學 (University of Delware)
  - 佩丁大學 (Patten University)

- 英国
  - 亞伯立斯威大學 (University of Wales, Aberystwyth U.K.)

- - 貝里斯大學 (University of Belize)

- 日本
  - 長崎國際大學 (Nagasaki International University)

- 中国
  - 河北經貿大學 (Hebei University of Economics and Business)
  - 汕頭大學(SHANTOU UNIVERSITY)
  - 北京語言大學 (Beijing Language and Culture) University

- 越南
  - 胡志明市理工大學 (HCMC University of Technology)
  - 河內百科工藝大學 (HaNoi Industrial College)
  - 胡志明市台北學校 (Taipei School in Ho Chi Minh City)

- 马来西亚
  - 馬來亞電子工程學院 (Malaya Electronic Institute)
  - 新紀元學院 (New Era College)
  - 國際教育學院 (Global Institute of Studies)
  - 培風中學 (Pay Fong High School)